# Rivoluzione mondiale
(Rosa Luxemburg, La Rivoluzione Russa.)

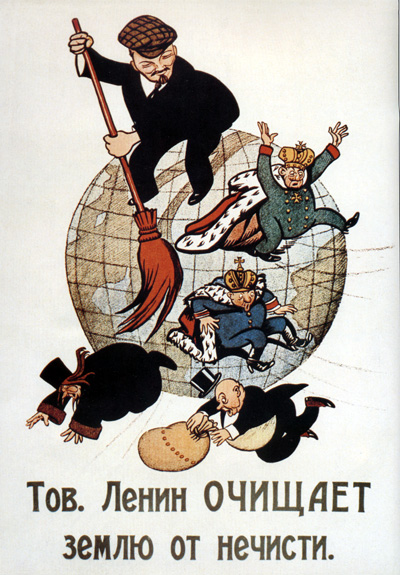
"Il compagno Lenin pulisce la Terra dalla feccia", manifesto sovietico, novembre 1920.

La Rivoluzione mondiale è stato un progetto politico della Terza Internazionale mirante all'esportazione della Rivoluzione russa in tutti i paesi del mondo. 

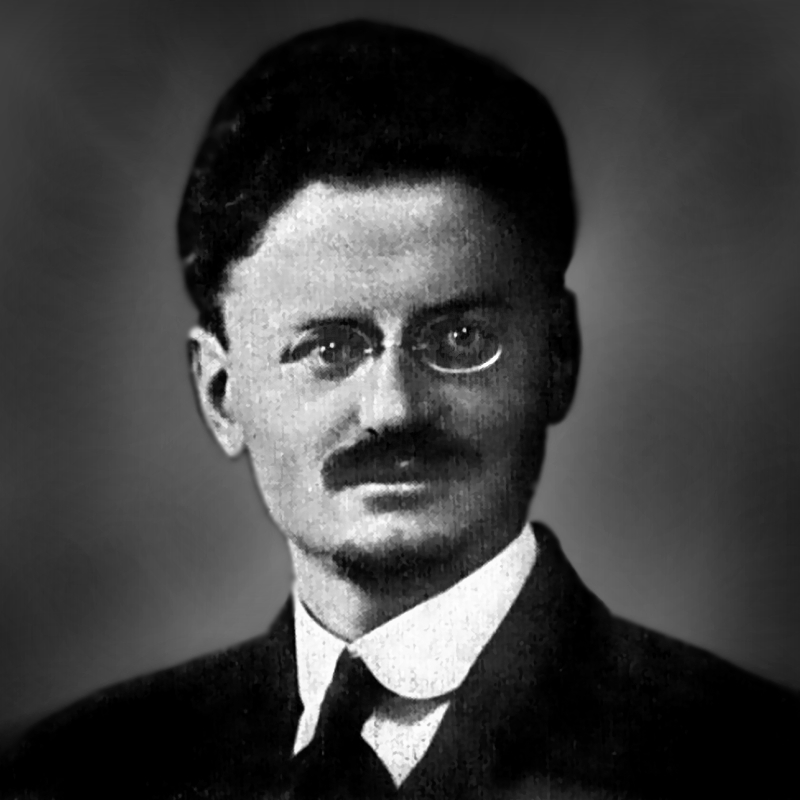
Lev Trockij

## La rivoluzione permanente
Il programma di una rivoluzione mondiale nasceva come necessaria evoluzione dell'idea di Lev Trockij nella rivoluzione permanente, già presente del resto negli scritti di Marx e Engels.
Sostenevano i menscevichi che, poiché la rivoluzione proletaria doveva essere la conclusione di una precedente rivoluzione liberale borghese che instaurasse i diritti civili, nei paesi arretrati, com'era la Russia, semifeudale nelle sue strutture sociali ed economiche, in assenza di una evoluta classe borghese capitalista, si sarebbe dovuta realizzare prima la rivoluzione borghese e poi quella socialista.
Secondo Trockij invece la futura rivoluzione doveva essere necessariamente guidata dal proletariato, che non solo avrebbe dovuto scavalcare l'impossibile, in Russia, rivoluzione democratico-borghese, ma, senza interrompersi, avrebbe dovuto proseguire direttamente alla rivoluzione socialista.
In questo senso la rivoluzione realizzatasi sarebbe divenuta consolidata e permanente nelle sue conquiste e, estendendosi dalla Russia al mondo intero, avrebbe realizzato la rivoluzione mondiale.

## La rivoluzione mondiale

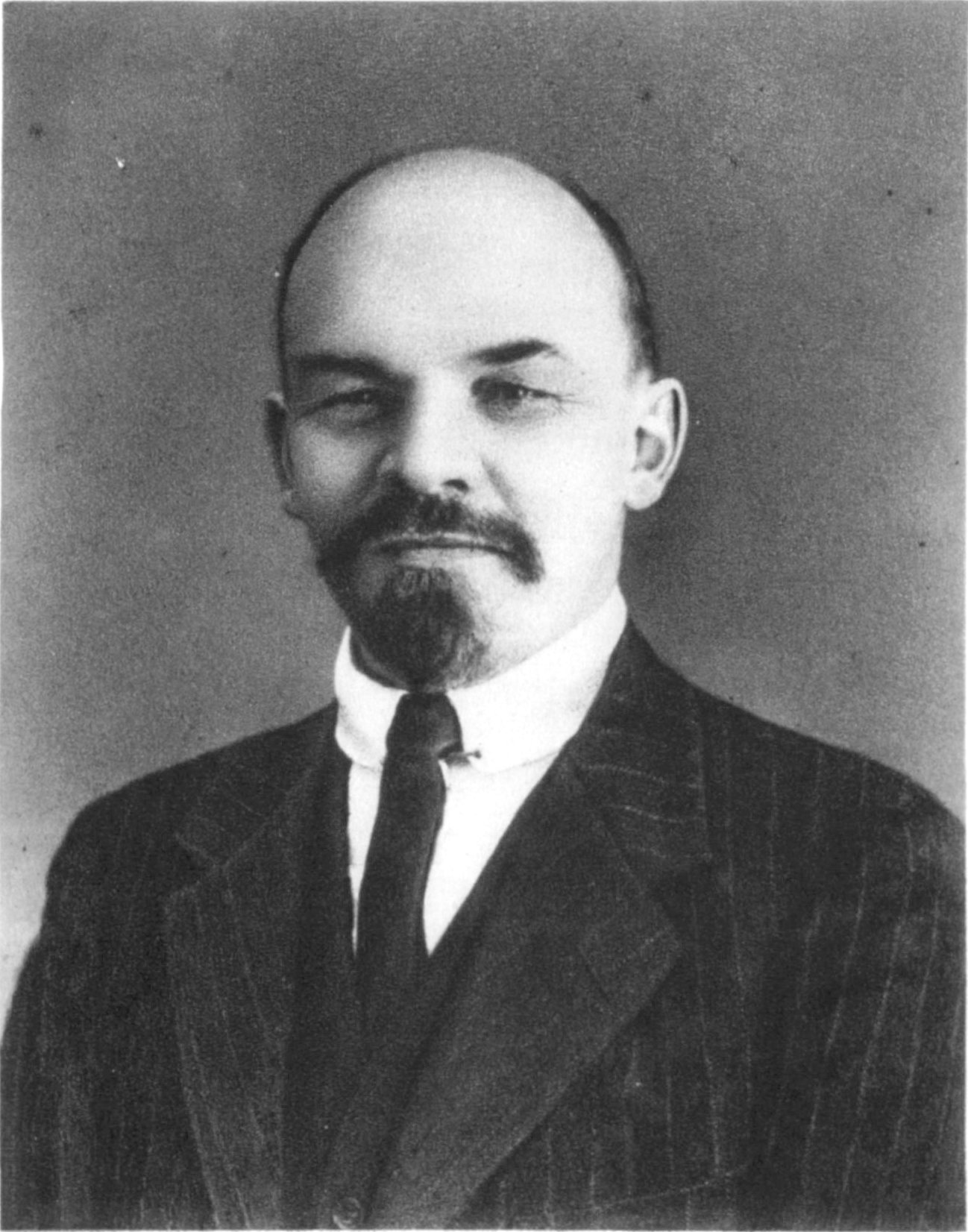
Lenin

Successivamente alla Rivoluzione bolscevica del 1917 e alla formazione della coscienza di classe da parte del proletariato, in tutta Europa la borghesia cominciò a temere, nell'affermazione del bolscevismo, che fosse giunta la fine dei privilegi di classe e dei principi liberali; questo timore delle democrazie europee, che durante la rivoluzione si era espresso con i corpi di spedizione occidentali in aiuto dei controrivoluzionari "bianchi", era accresciuto dal fatto che la Russia sovietica era attivamente impegnata nella diffusione del comunismo oltre i suoi confini.
Lenin, in base al programma della rivoluzione permanente, estesa ora al mondo intero, promuoveva la costituzione dei partiti comunisti in tutto il mondo, che avrebbero dovuto: difendere la rivoluzione proletaria, prendere le distanze dai socialisti democratici, rifiutare il sistema parlamentare e democratico oltre che realizzare una rivoluzione simile a quella russa.
Il partito bolscevico riteneva inoltre necessario riunire in un'organizzazione internazionale tutti i partiti comunisti.
Era l'ideale di una rivoluzione mondiale, dalla Russia zarista al resto d'Europa, che faceva di Lenin, messo temporaneamente da parte il pacifismo internazionalista, un sostenitore dell'idea che la prima guerra mondiale, dove si stavano scatenando, arrivando alle estreme conseguenze, quei motivi imperialisti che, dalle miserie causate dalla guerra su i popoli sofferenti, avrebbe fatto scaturire una rivoluzione mondiale.

Logo del Comintern

## Il Comintern
(Manifesto dell’Internazionale Comunista ai lavoratori di tutto il mondo.)
Dopo il fallimento della Seconda Internazionale, causato dai socialdemocratici tedeschi e francesi che, messo da parte l'internazionalismo operaio, votarono a favore dei crediti richiesti dai loro governi nazionali per sostenere la guerra, fu fondato a Mosca nel marzo 1919 per iniziativa dei bolscevichi russi il Comintern, o Terza Internazionale; esso era caratterizzato dal rifiuto del parlamentarismo e del riformismo socialdemocratico, con lo scopo di sostenere il governo sovietico, favorire la formazione di partiti comunisti in tutto il mondo e diffondere la rivoluzione a livello internazionale.
Con il secondo congresso del luglio-agosto 1920, a cui presero parte delegazioni provenienti da 37 nazioni, si tracciarono le basi e il programma del Comintern, che ruotava attorno alla questione centrale della «rivoluzione mondiale».
Il congresso elaborò un documento che stabiliva in 21 punti le condizioni per aderire all'Internazionale Comunista. I 21 punti, che sostanzialmente implicavano una dipendenza politica dei comunisti europei al partito "guida" sovietico, scatenarono una forte contrapposizione tra socialisti riformisti e comunisti, provocando la scissione interna di molti partiti socialisti europei.
Il Comintern fu fin dall'inizio egemonizzato dal Partito Comunista dell'Unione Sovietica, come dimostra il fatto che la direzione dell'Internazionale fu affidata a un comitato esecutivo permanente, con sede a Mosca.

## L'esportazione della rivoluzione bolscevica
Il programma del Comintern sembrò realizzarsi quando tra il 1919 e il 1920,  l'Europa fu attraversata da ondate di scioperi e agitazioni di operai che rivendicavano l'aumento salariale e la giornata lavorativa di 8 ore.
Le lotte non si limitarono solo a rivendicazioni sindacali: il potere di gestire le fabbriche venne assunto da consigli operai, nati spontaneamente sul modello dei soviet russi, che si presentavano come i rappresentanti del proletariato nella società comunista.
L'intensità e le conseguenze delle lotte operaie furono diverse per ogni stato europeo:

- in Germania i consigli di operai e soldati occupavano le fabbriche e le sedi dei giornali, partecipavano alla conduzione delle aziende e imponevano le loro condizioni allo stato. Berlino fu per molto tempo segnata da violenti scontri, manifestazioni di piazza e dalla rivoluzione di novembre del 1918-1919 che portò alla trasformazione dello stato tedesco da una monarchia costituzionale in una repubblica pluralista, parlamentare e democratica che prese il nome di Repubblica di Weimar.

A Monaco di Baviera nacque una repubblica socialista mista, formata da componenti socialiste, socialdemocratiche e marxiste, chiamata Repubblica Bavarese dei Consigli o Repubblica Sovietica Bavarese con lo scopo di sostituirsi alla monarchia. Durò pochi mesi tra il 1918 e il 1919 e alla fine venne repressa.
- in Austria i comunisti tentarono di spingere il popolo alla rivoluzione, ma senza esito[5].

- in Ungheria dal 21 marzo 1919 fino all'inizio di agosto dello stesso anno socialisti e comunisti crearono la Repubblica Ungherese dei Soviet chiaramente ispirata dal vicino modello sovietico. Il progetto era di allargare l'esperienza anche all'Austria, ma i comunisti ungheresi si trovarono isolati e fallirono.

- in Slovacchia nacque sotto la guida marxista e con la protezione degli ungheresi una Repubblica Sovietica Slovacca, dal 16 giugno al 7 luglio 1919 con capitale Prešov, comandata dal giornalista ceco Antonín Janoušek; venne repressa da un'alleanza di militari francesi, italiani, austriaci sotto la guida inglese.

## Biennio rosso in Italia
In Italia il tentativo di una rivoluzione socialista si espresse nel cosiddetto "biennio rosso" (1919-1920), caratterizzato dall'irruzione sulla scena politica di nuovi settori sociali, nuove idee e nuovi progetti volti a rinnovare profondamente la vita politica e sociale.
L'evento che segnò con forza l'apertura del biennio fu l'ondata di moti contro il caroviveri che attraversò tutta la penisola tra primavera ed estate, mentre si ingrossava il movimento contadino con un'estesa e capillare serie di occupazioni delle terre.
I socialisti organizzavano uno sciopero generale internazionale (20-21 luglio) per difendere le repubbliche socialiste sorte in Russia e Ungheria dall'aggressione militare delle potenze vincitrici della prima guerra mondiale.
Dopo che in Europa erano nati i partiti comunisti, tramite scissione da quelli socialisti, nel 1926 iniziò la stalinizzazione del Comintern, grazie all'imposizione della teoria del "socialismo in un solo Paese".
A causa dei conflitti interni al gruppo dirigente del PCUS ed alla subordinazione dei diversi partiti comunisti nazionali alle esigenze dell'Unione Sovietica, l'azione del Comintern si indebolì.

## Il fronte popolare

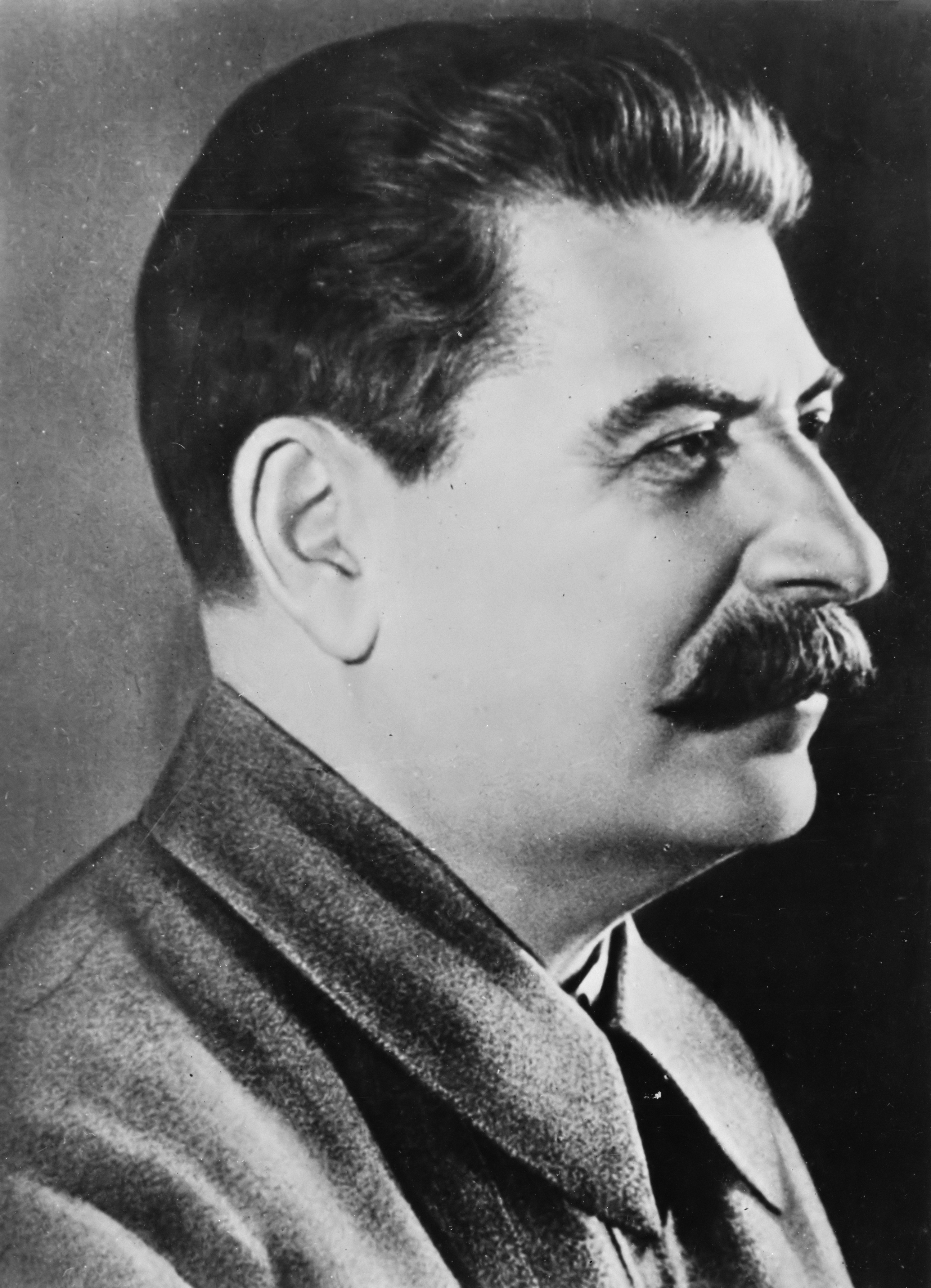
Iosif Stalin

Contro la tesi della rivoluzione mondiale si era infatti schierato, dopo la morte di Lenin nel 1924, Stalin, che rompeva con la concezione politica dei bolscevichi per cui il socialismo si sarebbe potuto realizzare solamente attraverso lo sforzo comune del proletariato mondiale: secondo la fazione stalinista all'interno del PCUS in quella situazione storica non si poteva far altro che costruire il socialismo entro il territorio dell'Unione Sovietica difendendolo dall'accerchiamento degli stati capitalisti nemici.
Nel settimo congresso della Terza Internazionale (1935), venne rimarcato il carattere violento e incivile del fascismo e quindi si decise di batterlo con ogni mezzo, partendo da una vasta alleanza di opposizione: nasceva il "fronte popolare", l'unione elettorale dei partiti della sinistra.
Questa decisione venne presa dopo la constatazione che le rivoluzioni comuniste successive alla fine della prima guerra mondiale erano fallite in Germania e in altri Paesi. Questi tentativi di rivolte erano stati portati avanti da gruppi ristretti come la Lega di Spartaco di Rosa Luxemburg ed avevano creato una profonda frattura all'interno del movimento operaio, diviso tra socialdemocratici e comunisti.
Ma per difficoltà interne di natura economica e di politica internazionale anche i fronti popolari fallirono di fronte all'avanzata dei regimi fascisti in Europa.

## La Quarta Internazionale
Dopo l'insuccesso del fronte popolare e l'affermazione del fascismo in Europa, nel 1938 dichiarandosi Quarta Internazionale, Trockij e i suoi sostenitori vivificavano l'ideale della rivoluzione mondiale affermando di essere il "Partito della Rivoluzione Socialista nel Mondo", asserendo inoltre la loro continuità nei confronti del Comintern, e dei suoi predecessori. Nonostante che la Terza Internazionale esistesse ancora, i trockijsti non la ritenevano però capace di supportare il socialismo rivoluzionario e il proletariato internazionale.
Mentre la Quarta Internazionale sopravvive, tra varie vicende, sino ai nostri giorni, l'esecutivo della Terza Internazionale Comunista, per lanciare un segnale di moderazione agli alleati occidentali impegnati a fianco dell'URSS nella seconda guerra mondiale, il 15 maggio 1943 propose l'autoscioglimento che diventerà effettivo il 10 giugno dello stesso anno.
Nel 1947 l'URSS ricostituirà una sorta di Comintern limitato ai partiti comunisti dell'Europa orientale con l'organizzazione del Cominform, ma anche quest'ultimo sarà sciolto nel 1956.